# Ангелакова, Христина
Христи́на Бори́сова Ангела́кова (29 октября 1944, Исперих — 20 мая 2017, София) — болгарская оперная певица, меццо-сопрано. Директор Софийской оперы (2001—2004).

## Биография
Родилась 29 октября 1944 года в Исперихе. Отец был юристом, мать отлично пела и выступала в самодеятельной оперетте. Училась игре на скрипке. Среднее образование получила в Шумене, куда в середине 1950-х переехала семья. В 1963 поступила в Болгарскую государственную консерваторию (ныне Национальная музыкальная академия имени Панчо Владигерова) в класс Илии Йосифова, затем Симы Ивановой. Окончила консерваторию в 1968 году.
Совершенствовалась как вокалистка в Италии: проходила специализацию по пению барокко, стажировалась в академии Санта-Чечилия в Риме, затем у Джины Чиньи в Центре молодых оперных артистов театра Ла Скала в Милане. Получила трёхлетний контракт с Ла Скала и дебютировала в роли Ульрики в опере Дж. Верди «Бал-маскарад» под управлением Клаудио Аббадо.
Помимо выступлений в Ла Скала, участвовала в спектаклях театра «Пиккола Скала» («Амал и ночные гости» Дж. Менотти и «Ноев ковчег» Б. Бриттена) и в концертах оркестра «Виртуозы Рима». За годы обучения и работы в Италии освоила вокальную технику бельканто и получила опыт совместной работы с великими певцами, дирижёрами и режиссёрами.
В 1973 году стала победителем V Международного конкурса в Софии. Завоевала Гран-при IV конкурса оперных артистов в Тревизо, выиграла конкурс в Остенде. Когда певица добилась мировой известности, её пригласили вернуться в Болгарию, в оперную труппу Софийской национальной оперы. В Софийской опере Ангелакова служила с 1976 года до 1999 года, неоднократно выезжала на зарубежные гастроли в оперные театры Европы.
С 1985 года, параллельно с выступлениями на сцене, начала преподавать оперное пение в Национальной музыкальной академии, с 2000 года в звании доцента. В 2000 году победила в конкурсе на замещение должности директора Софийской оперы, руководила ею в 2001—2004 годах. С 2005 по 2008 преподавала в Новом болгарском университете, в последующие годы давала мастер-классы. В последние годы жизни, будучи ограниченно подвижной из-за проблем с коленями, принимала учеников дома.
Многолетний лидер основанного в 2003 г. фестиваля «Моцартови празници» в г. Правец в качестве сценариста, постановщика и режиссёра, с 2012 года в должности артистического директора. Многократно принимала участие в жюри конкурсов оперных певцов. В 2009 году в качестве режиссёра поставила оперу «Так поступают все женщины» В. А. Моцарта в Музыкально-драматическом театре Велико-Тырново.
Умерла 20 мая 2018 года от сепсиса после операции по замене коленного сустава. Похоронена на Аллее творцов Центрального софийского кладбища.
Была замужем за юристом Красимиром Дачевым с 1980 года, разведена после 10 лет брака. Дочь Росана — финансист.

## Творчество
Роли в опере: Амнерис, Азучена и Эболи («Аида», «Трубадур» и «Дон Карлос» Дж. Верди), Кармен («Кармен» Ж. Бизе), Адальжиза («Норма» В. Беллини), Леонора («Фаворитка» Г. Доницетти), Изабелла и Золушка («Итальянка в Алжире» и «Золушка» Дж. Россини), Джейн Сеймур, Елизавета и Сара в «королевской трилогии» Г. Доницетти («Анна Болейн», «Мария Стюарт», «Роберто Деверё»), Иродиада в одноимённой опере Ж. Массне, Сантуцца («Сельская честь» П. Масканьи), Мадлен («Андре Шенье» У. Джордано), Марфа («Хованщина» М. П. Мусоргского), Полина и Графиня («Пиковая дама» П. И. Чайковского), дуэнья («Обручение в монастыре» С. С. Прокофьева), Иокаста («Царь Эдип» И. Стравинского), Лукреция («Поругание Лукреции» Б. Бриттена), Саламбо («Саламбо» В. Стоянова) и другие
Участвовала в записях оперных спектаклей на радио и телевидении RAI, БНР, БНТ. Записи выступлений изданы фирмой «Балкантон» и другими лейблами.

## Награды
- Народная артистка НРБ[8][5]
- Командор ордена «За заслуги перед Итальянской Республикой»[3]
- Ордена «Святые Кирилл и Мефодий» с цепью (2015)[9]
- Премия «Хрустальная лира» Союза музыкальных и танцевальных деятелей Болгарии[8]
- Премия «Музыкант года 2015» за исключительный вклад в болгарскую культуру
- Почётный гражданин городов Исперих и Правец[1]